# 山丹柳
山丹柳（学名：Salix shandanensis）为杨柳科柳属的植物，是中国的特有植物。分布于中国大陆的宁夏、甘肃、青海等地，生长于海拔2,750米的地区，多生长于山坡，目前尚未由人工引种栽培。